# David Moreira
David Washington dos Santos Moreira (ur. 6 sierpnia 1997) – brazylijski zapaśnik walczący w stylu wolnym. Wicemistrz panamerykański w 2017. Czwarty na mistrzostwach Ameryki Południowej w 2016 roku.